# Phlibostroma
Phlibostroma is een geslacht van rechtvleugeligen uit de familie veldsprinkhanen (Acrididae). De wetenschappelijke naam van dit geslacht is voor het eerst geldig gepubliceerd in 1875 door Scudder.

## Soorten
Het geslacht Phlibostroma  is monotypisch en omvat slechts de volgende soort:
- Phlibostroma quadrimaculatum (Thomas, 1871)